# Avatha chinensis
Avatha chinensis là một loài bướm đêm trong họ Erebidae.